# Adonis (La Fontaine)
Pour les articles homonymes, voir Adonis.
Adonis est un poème de Jean de La Fontaine, dédié à Nicolas Fouquet et publié en 1658.

## Présentation

### Texte
Adonis est un long poème (590 vers) en alexandrins :
Que l'on n'attende pas que je chante en ces vers,

Rome ni ses enfants vainqueurs de l'univers,

Ni les fameuses tours qu'Hector ne put défendre,

Ni ses membres épars sur les bords du Scamandre,

Ces sujets sont trop hauts, et je manque de voix :

Je n'ai jamais chanté que l'ombrage des bois.

### Publication
Selon Charles Athanase Walckenaer, Jean de La Fontaine « avait d'abord dédié son idylle à Fouquet, et la lui
avait présentée en manuscrit vers l'année 1657 ou 1658 ».

## Postérité
Paul Valéry consacre la deuxième étude de Variété I au poème de Jean de La Fontaine, dont il analyse les mérites : « Je ne parierais pas que Racine n'eût pas su notre Adonis par cœur ».

### Ouvrages cités
- Paul Valéry, Variété I et II : Au sujet d'Adonis (1920), Paris, Gallimard, coll. « Folio classique », 1998, 320 p. (ISBN 2-07-040584-2), p. 52-83
- Charles Athanase Walckenaer, Adonis, poème par J. de La Fontaine, tel qu'il fut présenté à Fouquet en 1658, Paris, Simier, 1825